# Bystre (Basse-Silésie)
Pour les articles homonymes, voir Bystre.
Bystre est une localité polonaise de la gmina et du powiat d'Oleśnica en voïvodie de Basse-Silésie.